# IEC 60906-1

Diseño del enchufe IEC-906-1.

IEC 60906-1 es el Estándar Internacional para enchufes y tomacorrientes de hogar que funcionan con 230 V. Su objetivo era convertirse en el sistema estándar de tomacorrientes y enchufes, que se utilizaría algún día en Europa y en otras regiones con tensión de 230 V. El estándar fue publicado en 1986 por la International Electrotechnical Commission 1986. Hasta el año 2011 solo Brasil y Sudáfrica lo habían adoptado. Si bien es similar al sistema de tomas utilizado en Suiza, sus dimensiones son diferentes.

## Características
El sistema IEC 60906-1 se encuentra definido para voltajes de CA de hasta 250 V y corrientes inferiores a 16 A. El sistema define conectores de 3 patas para aparatos Clase I y versiones de 2 patas para aparatos Clase II.
El enchufe
- posee patas cilíndricas de vivo y neutro, que se encuentran separadas 19 mm y cuyo diámetro es 4.5 mm (en forma similar al enchufe Schuko);
- posee una camisa aislante alrededor de las bases de las patas viva y neutra (en forma similar al Europlug);
- es más pequeña que cualquiera de los otros enchufes europeos de 3 patas, y solo ligeramente más grande que el Europlug de 2 patas y 2.5 A.

El tomacorrientes
- posee o bien un zócalo de 10 mm de profundidad o un reborde de 12 mm de elevación, que aseguran que ninguno de los enchufes comúnmente utilizados puede ser encastrado en una forma en la que se establezca contacto con una pata mientras la otra pata permanece expuesta;
- el diseño asegura que la pata de protección a tierra establece contacto antes que las patas neutra y viva;
- puede ser provisto de un dispositivo de cierre de protección para niños para los contactos vivo y neutro (similar al de los tomacorrientes BS 1363);
- es compatible con el Europlug;
- es suficientemente compacto para permitir la instalación de dos tomacorrientes en el espacio requerido para instalar un tomacorrientes Schuko o BS 1363.

En la mayoría de los sistemas existentes en Europa (Schuko, etc.), es posible diseñar tomacorrientes que puedan aceptar tanto el enchufe tradicional como también los enchufes IEC 60906-1 Clase I y II, permitiendo de esta forma una transición ordenada hacia el nuevo sistema. Sin embargo, el estándar IEC 60906-1 explícitamente desalienta el uso de tomacorrientes adaptables a varios estándares, bajo el argumento que este tipo de tomacorrientes es posible puedan afectar la seguridad al ser utilizados con enchufes de otros países.

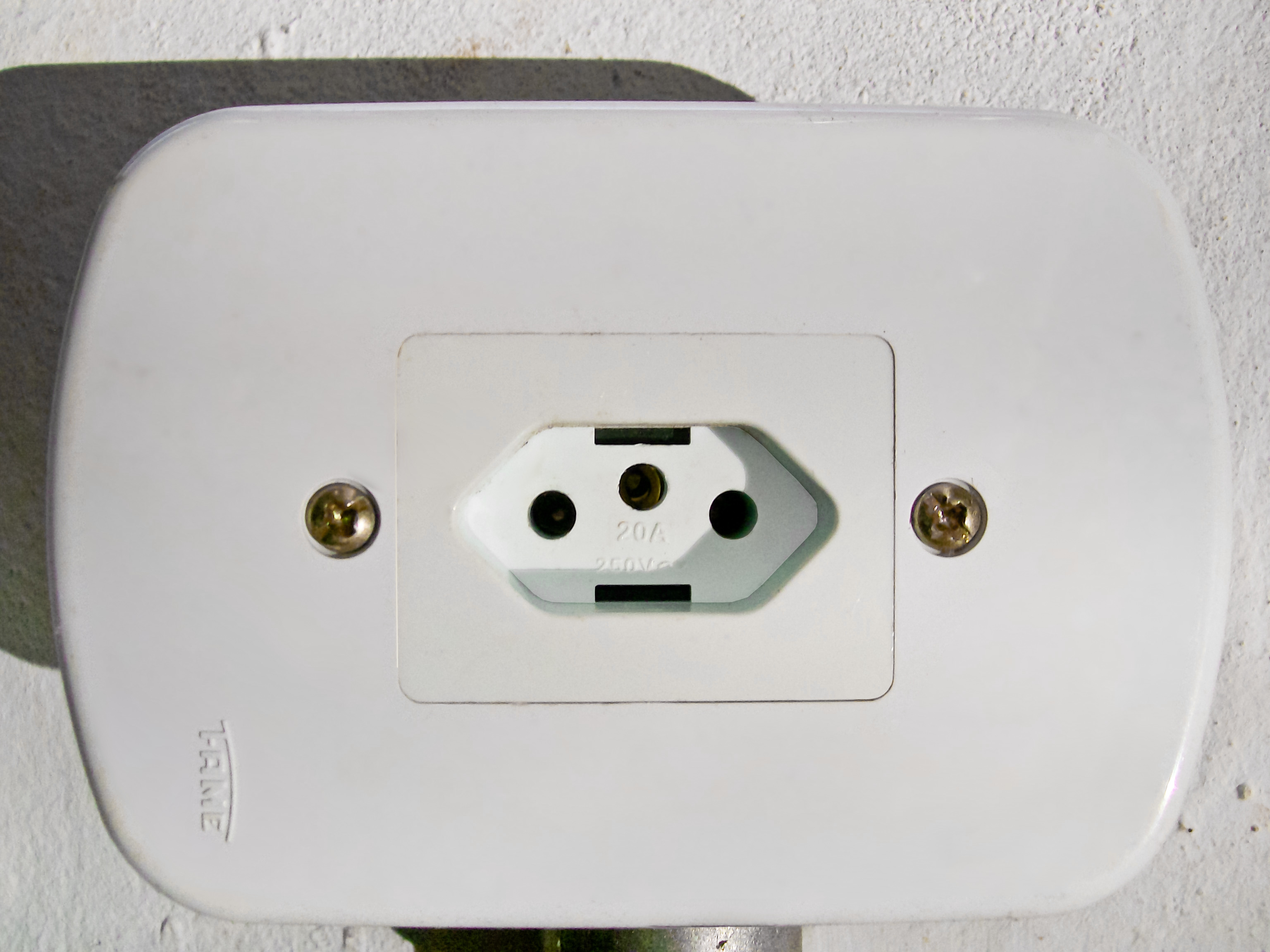
Un tomacorrientes brasileño, que cumple con el estándar IEC 60906-1.